# Аітан-докоро
Аітан-докоро (яп. 朝所, あいたんどころ, あいたどころ, «ранковий палац») — будівля у північно-східній частині всеяпонського урядового відомства Дайдзьокану в імператорському палацовому комплексі Хейанґу. 

## Короткі відомості
Аітан-докоро або «ранковий палац» відомий також під назвами Асіта-докоро або Аіта-докоро. Ця назва на письмі передавалася як 朝食所 або 朝食処 — «місце сніданку», 朝膳所 — «місце ранкової трапези», чи 朝政所 — «місце ранкового правління». 
Будівля палацу була прямокутною у плані. Її ширина становила 3,64 м, а довжина — 9,10 м. Покрівля була чотирискатною з карнизами. Фасад був скерований на захід. 
Під час церемоній Дайдзьокану таких як реккен (列見) або кодзьо (定考) пов'язаних із підвищенням чиновників у ранзі чи посаді за заслуги, «ранковий палац» використовувався для бенкетів і трапез родовитої аристократії рівня радників санґі і вище. 
Окрім цього, будівлю Аітан-докоро виконувала роль зали для проведення ранкових тимчасових нарад високопосадовців, на яких обговорювалися проблеми управління країною.